# Colli Orientali del Friuli Cialla Refosco dal Peduncolo rosso
Le Colli Orientali del Friuli Cialla Refosco dal Peduncolo rosso est un vin rouge italien de la région Frioul-Vénétie Julienne doté d'une appellation DOC depuis le 20 juillet 1970. Seuls ont droit à la DOC les vins rouges récoltés à l'intérieur de l'aire de production définie par le décret. Les vignobles autorisés se situent au nord - est de la province d'Udine dans les communes de Tarcento, Nimis, Faedis, Povoletto, Attimis, Torreano, San Pietro al Natisone, Prepotto, Premariacco, Buttrio, Manzano, San Giovanni al Natisone et Corno di Rosazzo.
Cialla est une sous-zone défini par une petite vallée dans l’aire de production.
Le Colli Orientali del Friuli Cialla Refosco dal Peduncolo rosso répond à un cahier des charges moins exigeant que le Colli Orientali del Friuli Cialla Refosco dal Peduncolo rosso riserva, essentiellement en relation avec le vieillissement.

## Caractéristiques organoleptiques
- couleur: rouge grenat plus ou moins intense avec des reflets violacés
- odeur: délicat, caractéristique avec des arômes de petits fruits rouges
- saveur: sèche, plein, harmonique, légèrement amer (amarognolo)

Le Colli Orientali del Friuli Cialla Refosco dal Peduncolo rosso se déguste à une température comprise entre 14 et 16 °C. Il se gardera 2 - 5 ans.

## Production
Province, saison, volume en hectolitres :
- Udine (1996/97) 64,96